# Groove Street
Groove Street (рус. Улица грува) — третий студийный альбом американского джазового органиста Ларри Янга. Альбом завершает период сотрудничества музыканта с лейблом Prestige Records. Альбом записан 27 февраля 1962 года в студии Руди Ван Гелдера в Энглвуд-Клифс, Нью-Джерси.
Название обыгрывает специфический джазовый термин (groove): ощущение, возникающее в результате сдвига долей по времени в ритмической пульсации. Ср. название альбома Гранта Грина Green Street, в котором Янг также принял участие.

## Особенности
В ансамбле с Янгом в альбоме играли гитарист Торнел Шварц (Thornel Schwartz) и барабанщик Джимми Смит (Jimmie Smith, тёзка органиста), с которыми Янг записал и два вышедших ранее альбома — Testifying и Young Blues. К трио присоединился тенор-саксофонист Билл Лесли (Bill Leslie).
Композиция «Talkin' About J.C.», как указано на аннотации к пластинке, посвящена Джону Колтрейну. Янг позже перезаписал эту пьесу в альбоме Гранта Грина Talkin' About (1964).

## Отзывы
Allmusic дал альбому 3 балла из 5. «Ничего существенного, хотя поклонники Джимми Смита получат удовольствие от похожего стиля, который был тогда у Янга», написал Скотт Яноу.
В то же время альбом критиковали за сырой саунд и невысокое качество звука.

## Список композиций
| №  | Название             | Автор(ы)                        | Длительность |
| -- | -------------------- | ------------------------------- | ------------ |
| 1. | «Groove Street»      | Larry Young                     | 4:54         |
| 2. | «I Found a New Baby» | Jack Palmer / Spencer Williams  | 5:25         |
| 3. | «Sweet Lorraine»     | Cliff Burwell / Mitchell Parish | 9:24         |
| 4. | «Gettin' Into It»    | Larry Young                     | 14:24        |
| 5. | «Talkin' About J.C.» | Larry Young                     | 5:56         |

## Участники
- Ларри Янг — орган
- Билл Лесли — тенор-саксофон
- Торнел Шварц — гитара
- Джимми Смит — ударные